# Ramka (distrito)
Ramka é um distrito localizado na província de Relizane, Argélia. Sua capital é a cidade de mesmo nome. A população total do distrito era de 35 882 habitantes, em 2008.[carece de fontes?]

## Comunas
O distrito está dividido em duas comunas:
- Ramka
- Souk El Had